# Ratón de ferretería
Ratón de ferretería es una película basada en la obra teatral de Román Chalbaud.

## Argumento
Después de su éxito en la televisión y lograr estabilidad económica, el protagonista se dedica a lo que cree que es su vocación, la escritura.

## Reparto
| Actor              | Personaje   |
| ------------------ | ----------- |
| Rafael Briceño     |             |
| Alejandro Corona   |             |
| Jorge Corona       |             |
| Chela D'Gar        |             |
| Julio Gasette      |             |
| Miguel Ángel Landa | Adonay      |
| Marilyn            | Es un perro |
| Jenny Noguera      |             |
| Tania Sarabia      |             |
| Hilda Vera         |             |

- Datos: Q6100678